# Kaeo (Lan Na)
Phaya Kaeo (thailändisch พญาแก้ว, voller Name Phaya Kaeo Phutta Thipati Racha Chao, auch Phra Mueangkaeo oder Tilokpanatdathirat; * 1480; † 1525) war zwischen 1495 und 1525 König des Reiches Lan Na im heutigen Nord-Thailand.
Phaya Kaeo war ein Sohn von König Yot Chiang Rai und Nang Pongnoi. Er wurde zunächst chao rat ratchabut (Kronprinz) genannt, oder auch Phaya Kaeo Phutta Thipati Racha Chao, abgekürzt zu Phaya Kaeo.

## Frühe Kämpfe
Phaya Kaeo war auf die Schwächung des im Süden gelegenen mächtigen Königreichs Ayutthaya aus und griff 1507 Sukhothai an, allerdings vergeblich. Es entwickelte sich eine Reihe von militärischen Operationen, und Kaeo konnte Lan Na eine Zeit lang bis nach Kamphaeng Phet und Chaliang ausdehnen. 1515 kehrte König Ramathibodi II. von Ayutthaya (reg. 1491 bis 1529) die Situation um und nahm Lampang, doch konnte er es ebenfalls nicht halten. Immerhin nahm er eine größere Anzahl Leute mit in den Süden, die als Arbeitskräfte gebraucht wurden. In der Folge blieb es friedlich, und beide Reiche konzentrierten sich auf die Entwicklung ihrer Infrastruktur.

## Ausbau der Infrastruktur
1516 ordnete Kaeo den Bau einer Ziegelmauer um Lamphun an, wenig später ließ er die innere Mauer um Chiang Mai errichten und unternahm den Rückbau des alten Palastes von Tilokarat über dem Stadtgraben an der Ecke Siphum. Zwischen 1520 und 1521 wurde neue Regierungsgebäude errichtet.

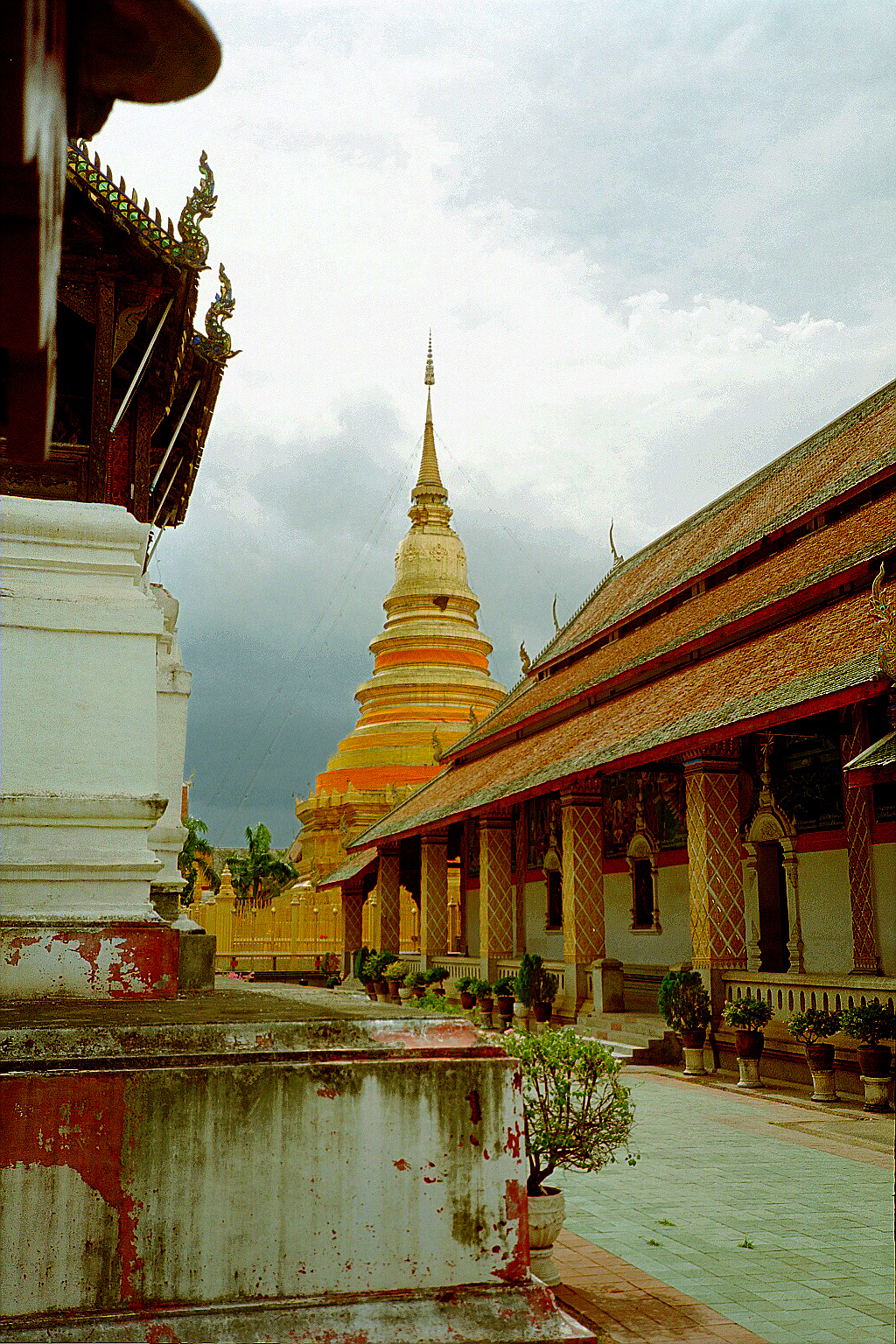
Wat Phrathat Haripunchai

## Förderung des Buddhismus
Die Jinakalamali-Chronik, die der angesehene Mönch Ratanañña Thera während seiner Regierungszeit anfertigte, gibt eine detaillierte Übersicht der Maßnahmen, mit denen Kaeo den Buddhismus in Lan Na förderte. Auf vielen Stelen wird von seinen Baumaßnahmen und Rekonstruktionen berichtet, die an den Tempeln stattfanden. Hierfür spendete der König Sklaven und Land. Jedes Jahr spendete er für den Wat Phrathat Hariphunchai in der Hauptstadt; die Tempel Wat Buppharam (Meng) und Wat Sisuphan ließ er 1496 bzw. 1500 erbauen.
Mönche wurden ermuntert, die alte Sprache Pali und die Tripitaka zu studieren und Werke zu verfassen. Kaeo veranlasste auch, dass Mitglieder der Königsfamilie in der Tempelschule buddhistische Literatur lernten.

## Späte Jahre
Zwischen 1523 und 1525 wurde das Königreich Lan Na abermals geschwächt, als man 20.000 Soldaten nach Keng Tung entsandte. Sie wurden vollständig geschlagen und verzeichneten große Verluste. Viele hochrangige Adlige und Gouverneure starben, woraufhin Kaeo den Oberkommandeur hinrichten ließ. Im vorletzten Jahr seiner Regierung starben erneut viele Menschen, diesmal infolge einer Überschwemmung.
Phaya Kaeo starb 1525 im Alter von 44 Jahren.